# Kościół Saint Ambroise w Paryżu
Kościół Saint-Ambroise (św. Ambrożego) – eklektyczny kościół katolicki w Paryżu, w 11 okręgu paryskim.

## Historia
Obiekt został wzniesiony w związku z wielką przebudową Paryża w latach 60. i 70. XIX wieku. Stanął na miejscu zbyt skromnego kościoła Notre-Dame-de-la-Procession, który w opinii autorów przebudowy nie pasował do zamiarów budowy monumentalnego Bulwaru Księcia Eugeniusza (dziś Voltaire’a) i otaczającej go dzielnicy zamożnej burżuazji. Projektantem budynku był Teodor Ballu. W 1869 r. budynek konsekrował arcybiskup Paryża Georges Darboy.
W 1996 r. na terenie kościoła miała miejsce gwałtowna manifestacji trzystu imigrantów z Afryki Północnej, którzy domagali się przyznania im prawa stałego pobytu we Francji. Przez cztery dni okupowali oni teren świątyni.

## Architektura
Kościół jest wybudowany w stylu eklektycznym, z przewagą elementów neogotyckich i neoromańskich. Posiada dwie wieże zwieńczone iglicami, z kilkoma rzędami półkolistych okien. Wieże łączy zasadnicza część fasady z rozetą, której witraż poświęcony jest Św. Trójcy, dwiema ażurowymi wieżyczkami (bliskimi renesansowi) oraz figurami świętych. Wejście do kościoła wiedzie poprzez trzy wejścia obramowane skromnymi portalami. Ogólny styl obiektu wpasowuje się w estetyczne konwencje Cesarstwa - bogate zdobnictwo i monumentalizm formy. Architekt nawiązał również do stylu bizantyjskiego oraz zastosował nowoczesne elementy konstrukcyjne, w tym metalowe filary.
Wieże kościoła mają 68 metrów wysokości, zaś jego ogólna kubatura wynosi 25 tys. metrów sześciennych. Pozwala to na równoczesny udział we mszy św. 2500 wiernych